# Francesco Fisichella

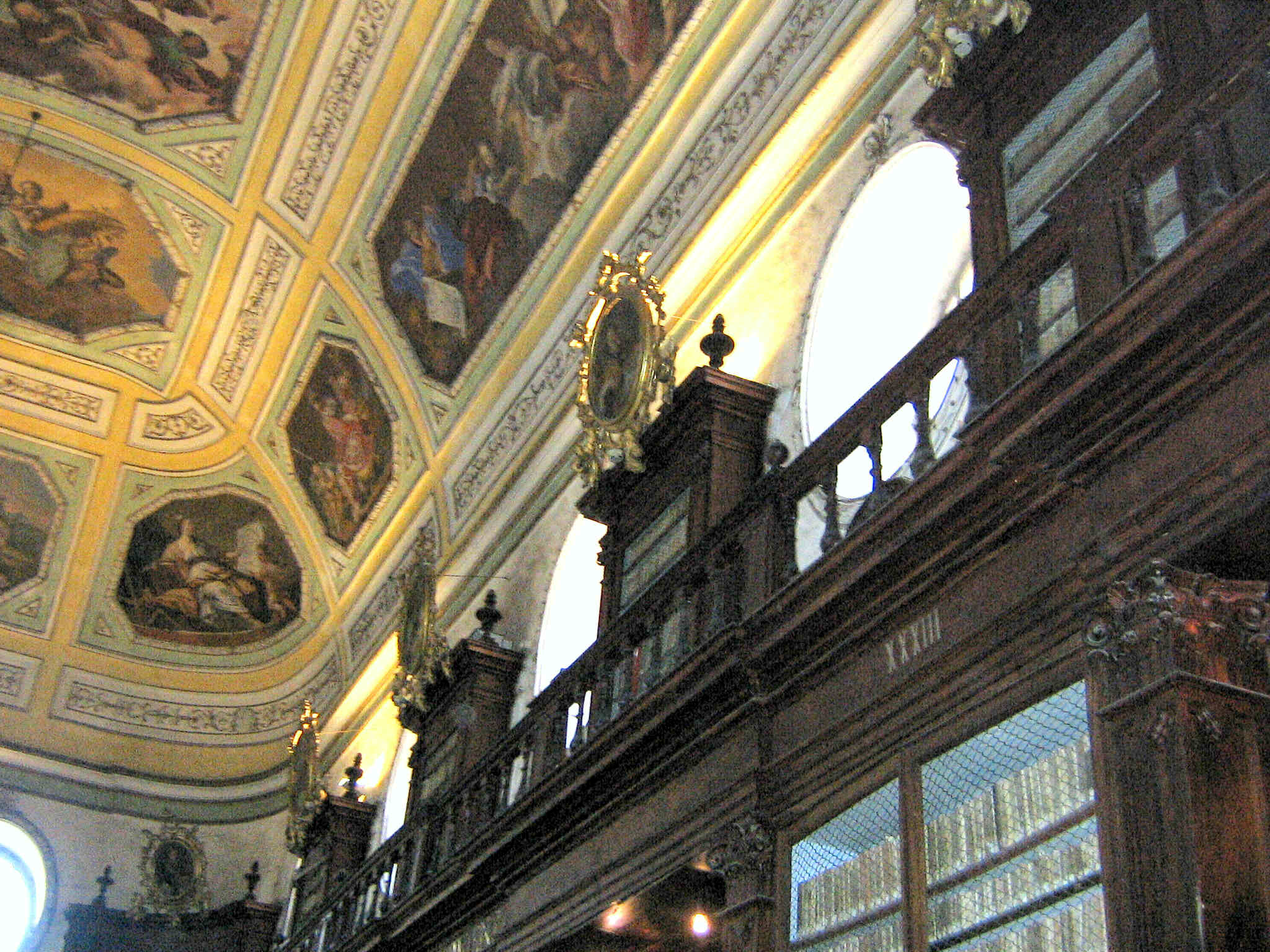
Biblioteca Civica di Catania

Francesco Fisichella (Catania, 1841 – Messina, 28 dicembre 1908) è stato un presbitero e filosofo italiano.

## Biografia
Appartenente alla nobile famiglia siciliana dei Fisichella, il canonico Francesco Fisichella fu autore di famose opere di teologia e diritto.
Fu responsabile della Biblioteca Civica di Catania dal 1878 al 1902.
Insegnò presso l'Istituto teologico di Messina.
Morì a Messina, vittima del terremoto del 1908.

## Opere
- Francesco Fisichella: Roma e il Mondo nel 1869: Discorso recitato nella chiesa del gesuiti in Catania il 31 dicembre 1869, Eugenio Coco, 1870, pp. 58.
- Francesco Fisichella: Della interdizione patrimoniale del condannato a pena perpetua: Secondo l'ultimo disegno del Codice penale italiano, F. Martinez, 1888.
RISTAMPA: Kessinger Publishing, 2010, pp. 72. ISBN 1162354690, EAN 9781162354699.
- Francesco Fisichella: Delle obbligazioni naturali: Saggio critico, F. Martinez, 1889, pp. 78.
RISTAMPA: Kessinger Publishing, 2010, pp. 78. ISBN 1162360119, EAN 9781162360119.
- Francesco Fisichella: Il divorzio: observazioni critiche, Carmelo de Stefano, 1894, pp. 164.
- Francesco Fisichella: Chiesa e Stato nel matrimonio: Studio critico di legislazione matrimoniale, Loescher, 1899, pp. 336.
RISTAMPA: Kessinger Publishing, 2010, pp. 346. ISBN 1160339716, EAN 9781160339711.